# 仁川中学生墜落死事件
仁川中学生墜落死事件（インチョンちゅうがくせいついらくしじけん）は、2018年11月13日、当時中学生だった6人（女3人、男3人）が、同じ町に住んでいた同級生のA（14）を仁川広域市延寿区のあるマンションの屋上に呼び出し集団暴行した後、突き落とした事件である。
加害者のうち1人が拘束された当時着ていたパディングジャンパーが被害生徒から奪ったジャンパーであることが確認された。

## 事件
2018年11月13日午後5時20分頃、中学生4人が同じ町に住んでいたA（14歳、男）を仁川広域市延寿区青鶴洞にあるマンションの屋上に呼び出しました。
その動機について、加害者の一人は以前、小学校の卒業生に携帯電話で通話した際に、「加害者の父親の顔が醜いことで知られる生放送主に似ている」とからかったことが原因で痛めつけたと主張しています。また、加害者はAから奪った電子タバコを返しながら、マンションの屋上に呼び出しました。加害者はAに悪口を言いながら、約1時間にわたって集団で暴行を加えました。
集団暴行を受けたAは午後6時40分頃、マンションの15階屋上から落下しました。これを目撃した住民やマンションの警備員が警察に通報しましたが、救急隊員が到着した時には、Aはすでに死亡していました。
加害者たちは、Aの死後、これを自殺に偽装しようと試みたという。

## 捜査
仁川延寿警察署は中学生4人に共同恐喝と共同傷害容疑を適用した。
午前1〜3時頃、14万ウォン相当の電子タバコ、ベージュペディンを奪った疑いを受けている。
このパディングの価格差と購入年度等を総合して捜査していると明らかにした。
多文化家庭中学生A（14）を集団暴行しマンションの屋上から墜落して死亡させた疑い（傷害致死）で拘束された中学生4人のうちB（14）が拘束当時着パディングジャンパーは、Aのことが確認され、加害者BがAのパディングジャンパーを着たという事実は、Aのロシア国籍の母親がインターネットコミュニティに「私たちの息子を殺した。そのパディングも、私たちの息子だ」とロシア語で投稿されたことで知られ始めた。